# Tenthredo notha
Tenthredo notha is een vliesvleugelig insect uit de familie van de bladwespen (Tenthredinidae). De wetenschappelijke naam van de soort is voor het eerst geldig gepubliceerd in 1817 door Klug.

## Kenmerken
Deze vrij grote bladwesp kan 8 tot 11 mm lang worden en is zwart met citroengeel gekleurd. De soort lijkt sterk op
Tenthredo arcuata en Tenthredo brevicornis, de eerste vliegt echter eerder in het seizoen en bij
T. brevicornis is het eerste antennesegment geheel zwart gekleurd.

## Leefwijze
De larve van deze soort wordt gevonden op klaver soorten als gewone rolklaver (Lotus corniculatus) en witte klaver (Trifolium repens). Volwassen dieren vangen kleine insecten en bezoeken schermbloemigen zoals berenklauw (Heracleum sphondylium) en gewone engelwortel (Angelica sylvestris) voor stuifmeel.

## Leefgebied
De soort komt voor in heel Europa en is in Nederland vrij algemeen en kan van juni tot september gevonden worden in natte weidegebieden.